# Абрахам Берліне
Абрахам Джозеф Берліне (5 жовтня 1893, Ніжин — 1942) — єврейський художник, який жив у Парижі та помер під час Другої світової війни.
Абрахам Джозеф Берліні народився 5 жовтня 1893 року у Ніжині, Російська імперія (нині в Україні). Він був сином Лейби Берліне та Хани Каганов. У 1912 році, у віці 19 років, емігрував до Парижа, щоб навчатися у Вищій школі мистецтв. Заробляв на життя таксуванням, і кожне місце, яке він бачив, фігурувало у його пейзажах. Його роботи були високо оцінені та виставлені в найпрестижніших паризьких салонах: Салоні Аутома, Салоні незалежних, Салоні Тюїльрі, Галереї Поля Апеля та в приватних галереях.
Коли Франція була окупована, Берліні приєднався до Опору, але в травні 1941 року, був заарештований в ході операції «Billet Vert» та інтернований як російський єврей до табору для інтернованих у Комп'єні. Він продовжував створювати роботи, переважно пастельні, зосереджуючись на красі природи, намагаючись перевершити табірний досвід за допомогою мистецтва. Ці картини були показані в таборі разом з роботами інших художників. Через сім місяців він був переведений до табору для інтернованих у Дрансі, а звідти до Аушвіцу. Як і його дружина Дусія, він не повернувся з ув'язнення. Його роботи включені до колекції мистецтв Будинку-музею бійців гетто та Музею сучасності в Парижі.